# Болдов ручей
Болдов ручей — левый приток реки Сходни, его русло проходит между микрорайонами 11а и 11б Зеленограда. Длина русла 5,5 км, в пределах Зеленограда — 3,9 км. Ручей берёт начало на границе посёлка Чашниково Солнечногорского района Московской области, устье расположено в паре десятков метров юго-западнее перекрёстка Панфиловского проспекта и Филаретовской улицы. В долине Болдова ручья встречаются декоративные травы (василёк луговой, купырь, иван-чай) и рудеральные растения, зачастую растущие рядом со зданиями, на пустошах, в лесополосах, рядом с транспортными коммуникациями и на других вторичных местах произрастания (бодяки, чина луговая, зверобой продырявленный, пижма и разнообразные злаки). Орнитофауна здесь представлена такими видами, как завирушка, мухоловка-пеструшка, обыкновенная зеленушка, щегол, соловей и другие, а также обыденные для городской местности виды птиц.
Назван по фамилии архитектора Александра Борисовича Болдова, заместителя главного архитектора Зеленограда. Имеются сведения, что до того, как получить имя Болдова, ручей назывался речка Байка.